# 화기삼
화기삼(花旗蔘, Panax quinquefolius, 영어: American ginseng) 또는 미국인삼, 아메리카인삼은 두릅나무과에 속하는 여러해살이 식물이다. 북아메리카 북동부가 원산지이며, 중국에서도 재배된다. 미국에서 생산되는 아메리카인삼은 인삼류 시장에서 고려인삼과 오랜 기간 경쟁해왔다.